# Botanischer Garten Gießen

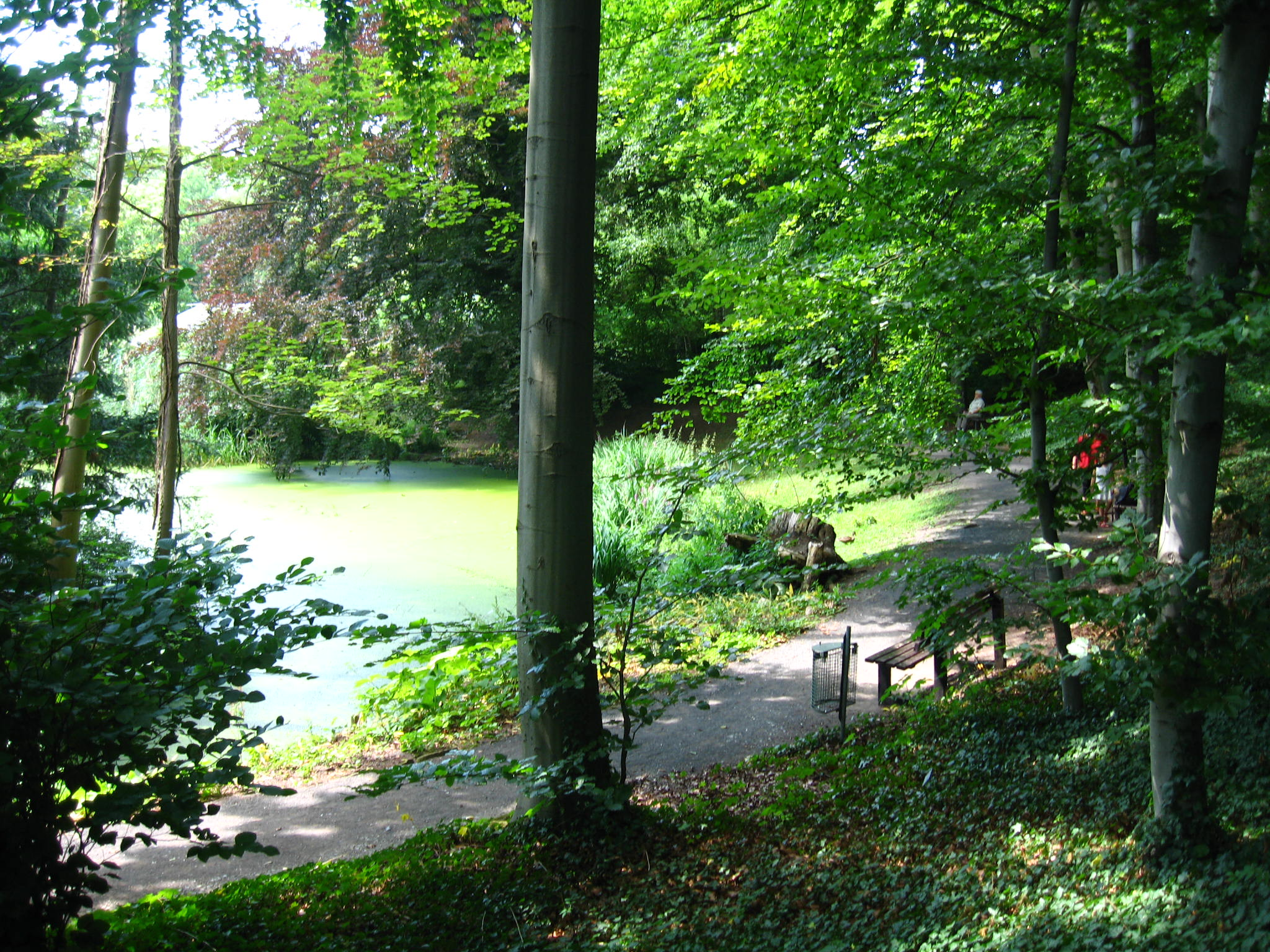
Blick aus dem Forstgarten über den Teich im Botanischen Garten Gießen

Der 1609 eingerichtete Botanische Garten Gießen ist der älteste botanische Garten nördlich der Alpen, der sich heute noch an seinem ursprünglichen Standort befindet.

## Vorgeschichte und Umfeld
Die Stadt Gießen war im 16. Jahrhundert Landesfestung. Bastionen und Wälle waren zuletzt 1560–1566 nach großzügigen Plänen wieder aufgebaut worden. Diese Befestigungsanlage war so mächtig, dass die Stadt die Fläche bis 1850 noch nicht ausgefüllt hatte. Im Anlagenring lässt sich der Verlauf der alten Stadtbefestigung noch verfolgen. Der Botanische Garten liegt am östlichen Rand des ehemaligen Festungswalls, unter einem künstlichen Hügel befinden sich noch Wallreste.
Im 19. Jahrhundert galt Gießen als „Gartenstadt“. Als ab 1805 der Festungswall abgetragen und der Graben zugeschüttet wurde, wurden diese Flächen begrünt. Danach betrug der Anteil von Gärten und Parkanlagen bezogen auf die Kernstadt 56 Prozent. Neben dem Botanischen Garten gab es private Gemüse-, Obst- und Lustgärten. Die Schulen hatten ihre eigenen Unterrichtsgärten, am Alten Schloss gab es einen Amtsgarten, und Gartenwirtschaften wie Steins’ Garten (heute ein Hotel am Nahrungsberg) waren gut besucht. Außerdem waren fast alle Gründerzeitvillen von parkähnlichen Grünflächen umgeben. 1888 entfielen immer noch 40 Prozent der Stadtfläche auf Gärten und Parkanlagen, heute sind es nur noch 15 Prozent.

## Gründung

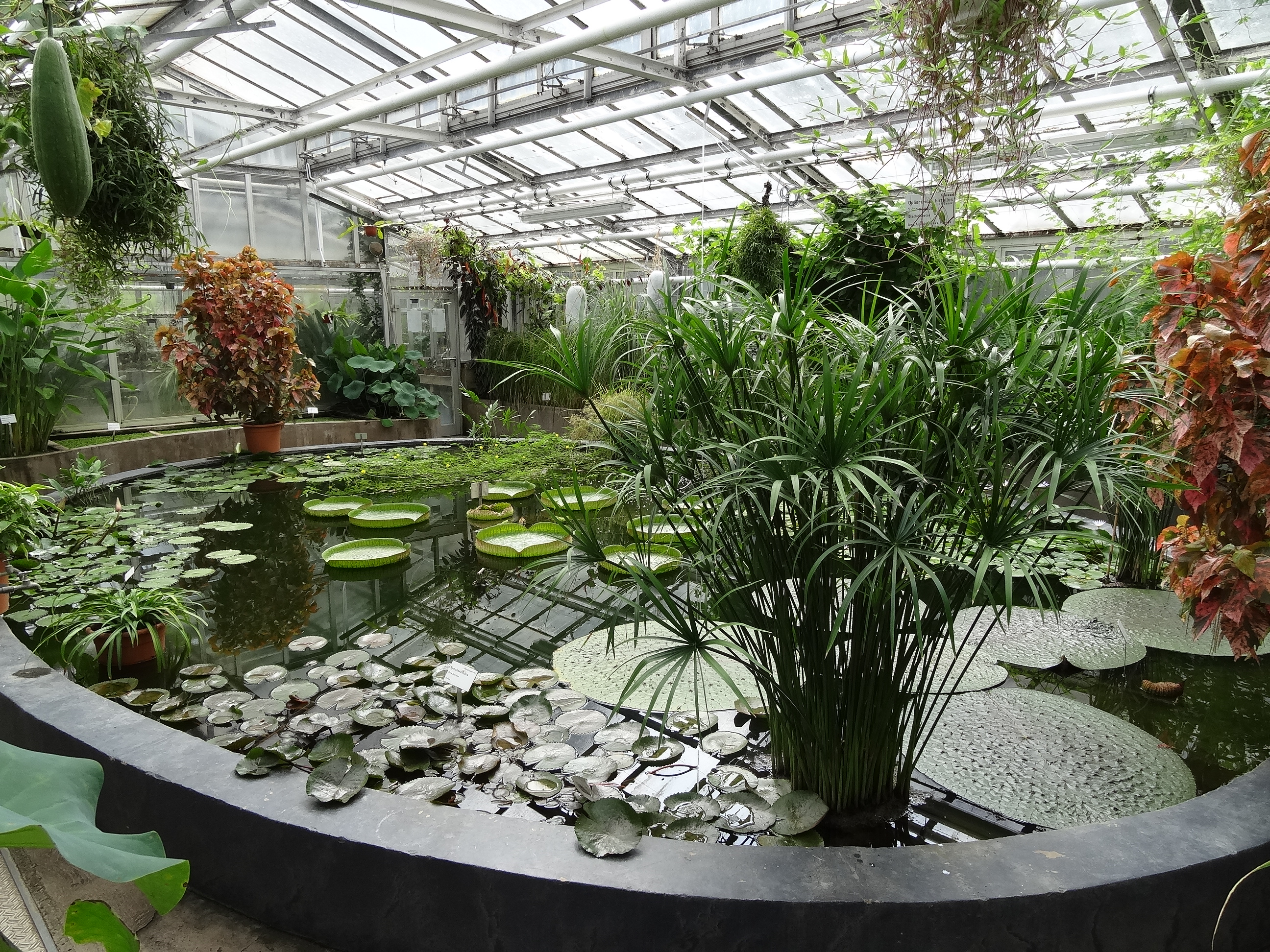
Victoriahaus

Vor dem Botanischen Garten in Gießen waren bereits Gärten etwa in Leipzig (1580), Heidelberg (1597) und Eichstätt (1600) angelegt worden. 1607 gründete Landgraf Ludwig V. die damals nach ihm benannte Universität und schenkte ihr zwei Jahre später auch einen Garten. Dieser befand sich hinter dem Kollegiengebäude am Brandplatz (Grundsteinlegung 1607, heute nicht mehr existent) und wurde auf der anderen Seite von der Verlängerung der Sonnenstraße begrenzt.
Die Universität umfasste von Anfang an auch eine medizinische Fakultät, und Botanik war im damaligen Verständnis vor allem Heilpflanzenkunde. Der Mediziner und Botaniker Ludwig Jungermann legte den hortus medicus auf einer Fläche von zunächst 1200 Quadratmetern an. Von Jungermann stammen die ältesten deutschen Lokalfloren, so auch eine 1623 erschienene Flora von Gießen, die jedoch verschollen ist.
1699 wurde ein festes Überwinterungshaus eingerichtet, und 1720 entstand das erste Glashaus, das erst 1859 wieder abgerissen wurde. Für 1733 lässt sich zum ersten Mal die Bezeichnung „Botanischer Universitätsgarten“ nachweisen.

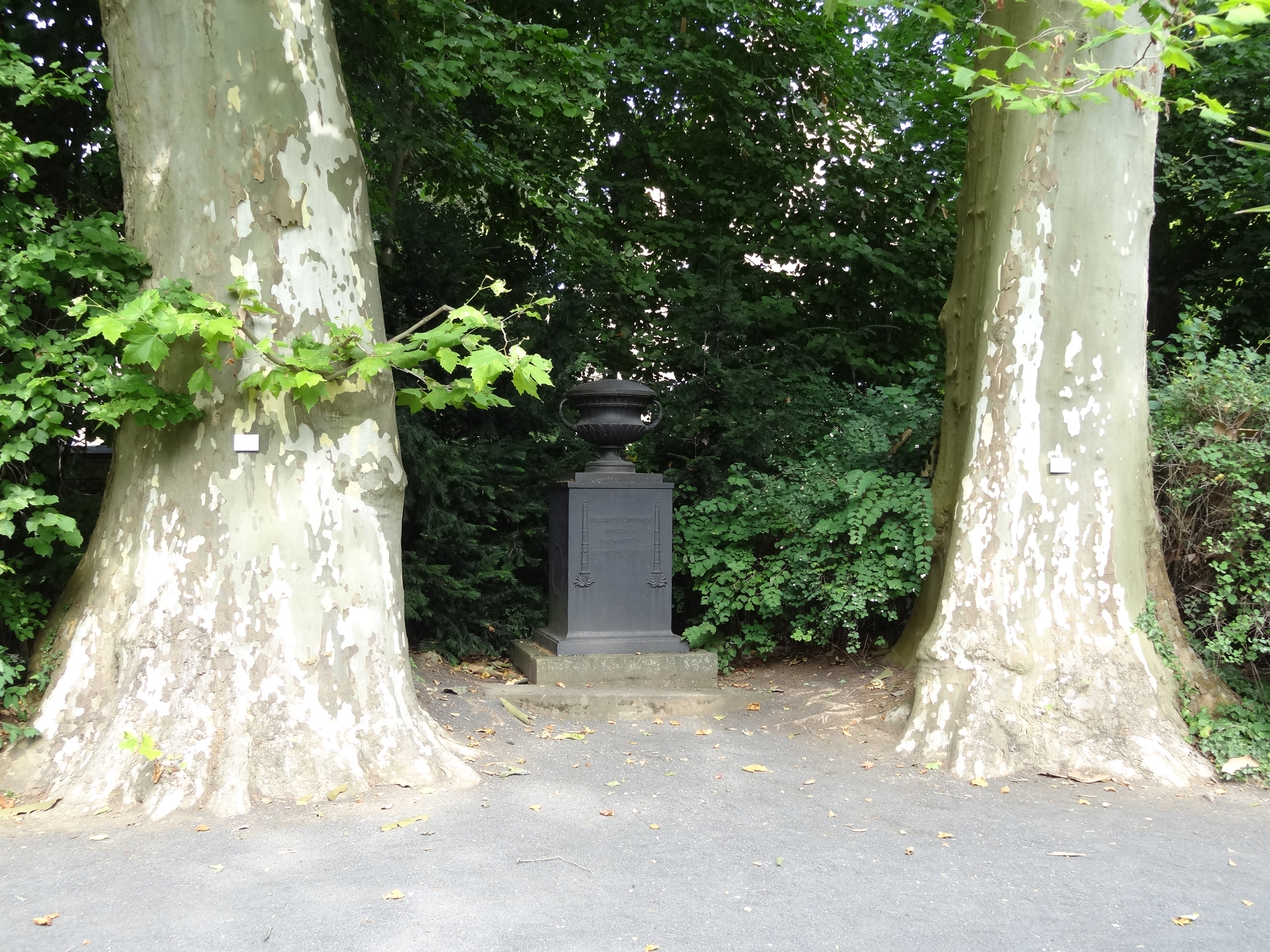
Denkmal für Friedrich Ludwig Walter

## Forstgarten
Friedrich Ludwig Walther (1759–1824) begründete in Gießen die Forstwissenschaft. Zu diesem Zweck richtete er 1802 auf dem östlich anschließenden Gelände einen Universitätsforstgarten ein. Als nach 1805 die Festungswälle geschleift wurden, wurde die neu gewonnene Fläche eingegliedert. Der Forstgarten wurde zwar 1825 an seinen heutigen Platz am Fuße des Schiffenbergs verlegt, aber dem Botanischen Garten ist der prächtige Baumbestand verblieben. Zwischen zwei Platanen erinnert ein Denkmal aus Eisenguss an Walther.
Die getrennten Anlagen wurden 1826 zu einem gemeinsamen, etwa drei Hektar großen Garten zusammengelegt, doch die alte Dreiteilung von hortus medicus, ersten Erweiterungsflächen und ehemaligem Forstgarten lässt sich noch heute gut erkennen. Als 1880 die Universitätsverwaltung in das neue Hauptgebäude in der Ludwigstraße zog, wurde das Gelände des Kollegiengebäudes ebenfalls dem Botanischen Garten zugeschlagen.

## Ausgewählte Leiter des Botanischen Gartens

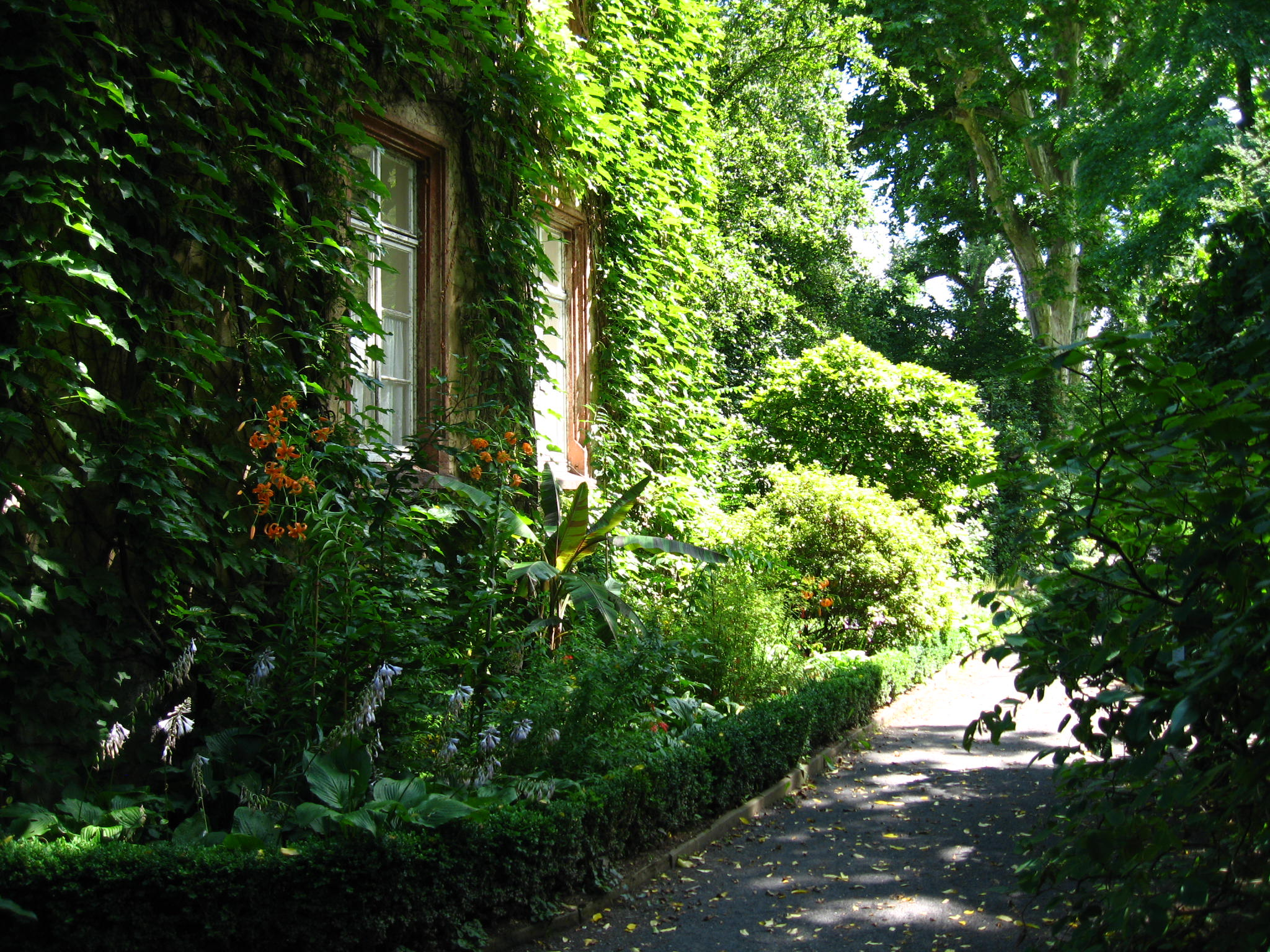
Das vollständig mit Dreispitziger Jungfernrebe (Parthenocissus tricuspidata) überwachsene Haus Senckenbergstraße 6, Sitz der Verwaltung des Botanischen Gartens

Johann Bernhard Wilbrand (1799–1846), der ab 1817 den Gießener Botanischen Garten leitete, erreichte die Zusammenlegung von Botanischem Garten und angrenzendem Forstgartengelände. Der Forstgarten wurde seinerzeit am Schiffenberg neu angelegt. Unter Wilbrand erschien 1824 der erste Samenkatalog (index seminum) des Botanischen Gartens, schon fünf Jahre später konnte vom Samentausch mit 24 Botanischen Gärten berichtet werden.
Nach Ausgliederung aus der medizinischen Fakultät war Alexander Braun (1805–1877) der erste Vertreter der Botanik in Gießen, er blieb allerdings nur acht Monate. Sein Nachfolger war Hermann Hoffmann (1819–1891), der Begründer der Phänologie. Adolf Hansen (1851–1920) gestaltete ab 1891 den Garten nach neueren systematischen Gesichtspunkten grundlegend um. Er veröffentlichte 1908 den 112-seitigen „Führer durch den Botanischen Garten in Giessen“. Zu Beginn des 20. Jahrhunderts war ein großes Tropenhaus die Attraktion des Botanischen Gartens, es wurde 1944 durch Bomben zerstört. Eine Fülle alter, äußerst wertvoller Bestände wurde ebenfalls durch Bomben vernichtet.

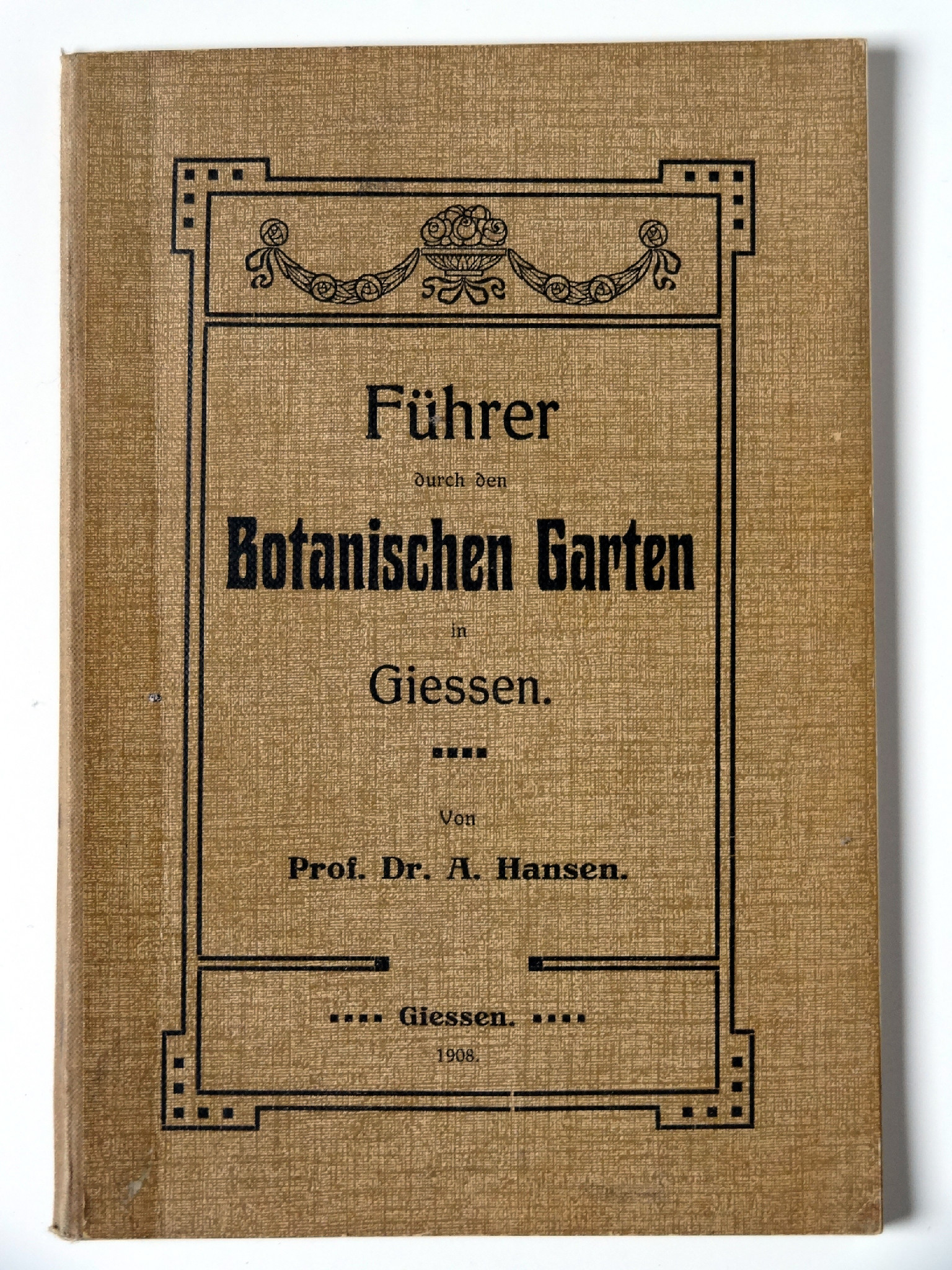
Adolf Hansen: Führer durch den Botanischen Garten in Giessen, 1908

Ernst Küster (1874–1953), dem sein Nachfolger Dietrich von Denffer (1914–2007) gegenüber dem Alten Schloss ein Denkmal setzen ließ, begann noch nach dem Zweiten Weltkrieg mit dem Wiederaufbau des stark zerstörten Gartens. Ein bedeutender Botaniker und langjähriger Leiter des Botanischen Gartens nach dem Krieg war dann von 1951 bis 1976 Dietrich von Denffer, einer der Hauptautoren (1958 bis 1990) des internationalen Standardwerkes „Lehrbuch der Botanik für Hochschulen“ („Strasburger“). Er legte eine neue Abteilung für Heil- und Giftpflanzen sowie eine historische Abteilung an, richtete das „Plateau mit der Gazelle“  sowie einen „Burggarten“ am Alten Schloss ein, ließ das Alpinum neu einrichten sowie neue Gewächshäuser bauen und  machte den Garten populär, indem er ihn in den 50er Jahren vorbehaltlos für das allgemeine Publikum öffnen ließ und zwischen den Pflanzen unter freiem Himmel Serenadenabende veranstaltete. In Denffers Amtszeit wurde auch 1961 der gegenüber dem Botanischen Garten nach seinen Plänen angefertigte Neubau des Botanischen Instituts in der Senckenbergstraße fertiggestellt und bezogen.
Heute dient der Botanische Garten der Forschung und dem Unterricht von Studenten der Biologie, Agrarwissenschaften, Geographie, Medizin und Tiermedizin. Er enthält rund 8.000 verschiedene Pflanzenarten, die weitgehend deutsch und lateinisch beschildert sind. Der Haupteingang befindet sich etwas versteckt am Ende der Sonnenstraße an der Rückseite des Alten Schlosses. Ein zweiter Eingang befindet sich in der Senckenbergstraße auf Höhe der Hausnummer 17 (Hermann-Hoffmann-Akademie für junge Forscher, ehemaliges Botanisches Institut).